# Old Town (Isles of Scilly)
Old Town – wieś w Anglii, na wyspie St Mary’s (Scilly) w archipelagu Scilly, w hrabstwie ceremonialnym Kornwalia.